# Пчелье (Ярославская область)
Пчелье – деревня на территории Покровской сельской администрации Покровского сельского поселения Рыбинского района Ярославской области . 
Деревня расположена на удалении около 2 км от автомобильной дороге Р104 на участке Углич-Рыбинск, на юго-восток от расположенной на дороге деревни Дурдино. Деревня расположена в окружении лесов, на север от неё на расстоянии не более 0, 5 км деревня Коржавино. Примерно в 2 км на юг от этих деревень также расположенные парно деревни Большое и Малое Заболотье.  На восток от деревни примерно на 5 км ненаселенный лес, а далее относительно густонаселенняя долина реки Черемухи с центром в селе Сретенье.  Менее чем в 1 км на восток от Пчелья и Коржавино протекает правый приток реки Коровки, который на современных топокартах не назван, а на картах ГПМ конца XVIII века названа Кормицей, в 2 км выше по течению этой реки находится деревня Голубино. Западнее Пчелья и Коржавино урочище Суринино, которое пересекается мелиоративными канавами. Эти канавы представляют исток реки Коровка.  
На 1 января 2007 года в деревне постоянного населения не было. . По почтовым данным в деревне 5 домов . 
Транспортная связь через деревню Дурдино, оттуда автобус  связывает село с Рыбинском, Мышкиным и Угличем. Администрация сельского поселения в поселке и центр врача общей практики находится в посёлке Искра Октября, почтовое отделение в селе Покров (оба по дороге в сторону Рыбинска).